# 박승훈 (1958년)
박승훈(朴勝焄, 1958년 10월 8일~ )은 대한민국의 CAD 프로그램 개발사인 (주)캐디안 대표이사로 재직 중이다. 캐디안(CADian)이라는 CAD(컴퓨터응용 설계자동화 프로그램)을 개발하여 국내외에 공급하고 있다. 84년도에 오토캐드(AutoCAD)라는 캐드프로그램을 국내 처음으로 소개하였다.

## 수상 경력
2000년 토종CAD(캐디안) 개발로 대통령 표창 수상, 2001년도에는 국산캐드 수출로 산업자원부장관 표창을 수상한 바 있다. 2005년에 산업자원부로부터 신기술인 NT인증, 2007년에 정보통신부로부터 우수소프트웨어 GS인증을 받으면서 국산CAD를 해외 130개 국가에 수출하기도 했다.
2009년 시스템에어컨 자동배치 프로그램 개발로 지식경제부장관상 수상하였으며, 이를 이탈리아 등 여러 국가에 수출한 공로를 인정받아 2009년 대한민국 S/W연말대상으로 대통령상을 수상한 바 있다.
또한 우리나라 3D프린팅 산업 발전 공로가 인정되어 2014년말 정보통신산업진흥원(NIPA)과 미래창조과학방송통신위원회로부터 표창장을 수상하였다. 캐드프로그램 수입대체 등 국산 소프트웨어 발전에 기여한 공로를 인정받아 2018년 국무총리상을 수상하도 했다.

## 주요 활동
지난 1999년부터 2001년까지 직업전문학교, 기능대학, 실업고 등에 820억 원 상당의 캐드를 기증하여 이공계의 교단선진화 및 정품사용 확산에 기여한 바 있고, 2000년에는 경북교육청을 통해 경상북도 297개 전체 중학교에 캐드를 공급하였다. 2001년~2010년까지 경북교육청은 학생들이 어릴 때부터 이·공 계통에 관심을 갖도록 중학교 기술과목에 CAD실습의 기회를 가졌으며, 경상북도 교육청은 5년초에 각 시별로 제도(Drafting) 우수 학생을 선발하여 10월에는 포철공고에서 '경상북도 중학생 제도경진대회'를 개최하는데 일조했다. 중학생 대상으로 캐드에 의한 제도 및 경진대회는 세계 최초에 해당된다. (아래 출처 참조). 2005년부터 3년간 교육인적자원부를 통해 몽골 등 경제적으로 어려운 18개 국가에 30억 상당의 캐드를 기증 및 해당 국가 선생과 전문가들을 교육·지도한 바 있다. 2008년 기준으로 한글, 영문 버전 외에 중국어(간체, 번체), 일어, 헝가리어 등 다국어 버전의 캐드(CAD)를 개발하였다.
2014년 3D프린팅을 위한 저작도구(3D모델링 소프트웨어)를 출시하여 전국 11,800개 초중고교생들을 위한 창의교육을 위해 방과후학교 교사 455명을 대상으로 기술연수를 실시하였다.
또한 2014년7월17일부터 미래창조과학부와 산업통상자원부로부터 '3D프린팅 전략기술 로드맵 수립위원'으로 활동하면서, 2020년 3D프린팅 메이커스 1천만 양성을 위한 정부 정책 실현을 위한 노력을 하고 있다. 1999년 경기도 수해지역(파주, 포천, 연천, 동두천)의 건축사사무소에 8천만원 상당의 CAD프로그램을 기증, 2022년~2024년 사회복지공동모금회 사랑의열매에 1억원을 기부 외에도 연탄공장 기부 등 ESG경영에도 동참하고 있다.
- 출처 : 경북교육청 보도자료 (2001년1월29일. 경상북도교육청 과학산업교육과 인봉술 장학사)